# Morillas (Álava)
Morillas es un concejo del municipio de Ribera Alta, en la provincia de Álava, País Vasco (España).

## Historia
Hacia mediados del siglo XIX, el lugar, por entonces perteneciente al ayuntamiento de Subijana, tenía contabilizada una población de cuarenta habitantes. Aparece descrito en el undécimo volumen del Diccionario geográfico-estadístico-histórico de España y sus posesiones de Ultramar de Pascual Madoz con las siguientes palabras:

MORILLAS: v. del ayunt. de Subijana en la prov. de Alava (á Vitoria 3 leg.), part. jud. de Añana, aud. terr. de Burgos (18), c. g. de las Provincias Vascongadas, dióc. de Calahorra (19). sit. en la falda de una peña al estremo O. de la sierra Arcamo; clima frio; combate el viento N. y se padecen fiebres biliosas y catarrales. Tiene 22 casas, la de ayunt. con escuela de primerr educacion para ambos sexos; igl. parr. (San Pedro) servida por un cura beneficiado de nombramiento del ordinario: los vec. se surten para sus usos de las aguas del r. Bayas. El térm. confina N. Ullibarri; E. Subijana mediante el r. Bayas; S. Pobes, y O. Ormijana; comprendiendo en su circunferencia un monte encinar bastante poblado. El terreno es de inferior calidad: le baña por su confin el espresado r. Bayas que tiene un puente de piedra con 3 ojos. caminos: los locales en mal estado. El correo se recibe de Vitoria. prod.: trigo, cebada, avena, centeno, maiz, habas, lentejas, arbejas, yeros, alholva, lino y patatas: cria de toda clase de ganado; caza de jabalies, liebres, codornices, perdices y palomas; pesca de truchas, anguilas, barbos y loinas. ind.: ademas de la agricultura y ganaderia hay 2 molinos harineros uno con 2 piedras y el otro con una. pobl.: 10 vec., 40 alm. riqueza y contr. con su ayunt. (V.)
(Madoz, 1848, pp. 607-608)

En la actualidad, pertenece al municipio de Ribera Alta. En 2022, tenía empadronados 36 habitantes.

## Demografía
| Gráfica de evolución demográfica de Morillas entre 2000 y 2017 |
|                                                                |
| Población de derecho según los censos de población del INE.    |

## Patrimonio
Hay en el concejo una iglesia de San Pedro.